# Hubert Fournier
Hubert Fournier (Riom, 3 settembre 1967) è un allenatore di calcio ed ex calciatore francese di ruolo difensore, direttore tecnico della nazionale francese.

## Carriera

### Giocatore
Fece il suo debutto in Ligue 1 il 12 agosto 1989 con il Caen. In Coppa UEFA conta 14 presenze con Caen, Borussia Mönchengladbach e Lione. A queste apparizioni si aggiungono due presenze in UEFA Champions League, collezionate con il Lione.

### Allenatore
Nel 2006-2007 è stato l'allenatore in seconda del US Boulogne, passando nel 2008 sulla panchina del Gueugnon.
Nel 2009-2010 è l'allenatore in seconda dello Stade de Reims. Nel 2010 ottiene il patentino da allenatore professionista e viene promosso allenatore della prima squadra. Nella stagione 2010-2011 la sua squadra termina al decimo posto in Ligue 2 e ai quarti di finale della Coppa di Francia. Viene riconfermato anche per la stagione successiva. Nel 2011-2012 alla guida del club arriva secondo in Ligue 2 e lo Stade de Reims viene quindi promosso in Ligue 1 dopo 33 anni di assenza dalla massima serie francese. Nella stagione 2013-2014 la sua squadra è tra le sorprese, ritrovandosi quasi sempre nelle zone alte della classifica. Termina la stagione all'undicesimo posto in classifica. Ancora sotto contratto con lo Stade de Reims, il 23 maggio 2014 passa al Lione, che paga il club di provenienza 360 000 €. Dopo l'ottimo secondo posto ottenuto nella stagione d'esordio, il Lione di Fournier nella seconda stagione è un disastro: fuori dalla fase a gironi della UEFA Champions League la squadra vicecampione si ritrova addirittura nona al termine del girone di andata. Le prestazioni a bassi livelli inducono i dirigenti ad esonerare Fournier il 25 dicembre 2015 e a sostituirlo col suo vice Bruno Genesio.

## Statistiche

### Statistiche da allenatore
Statistiche aggiornate al 30 dicembre 2015.
| Stagione           | Squadra            | Campionato         | Campionato | Campionato | Campionato | Campionato | Coppe nazionali | Coppe nazionali | Coppe nazionali | Coppe nazionali | Coppe nazionali | Coppe continentali | Coppe continentali | Coppe continentali | Coppe continentali | Coppe continentali | Altre coppe | Altre coppe | Altre coppe | Altre coppe | Altre coppe | Totale | Totale | Totale | Totale | % Vittorie |
| Stagione           | Squadra            | Comp               | G          | V          | N          | P          | Comp            | G               | V               | N               | P               | Comp               | G                  | V                  | N                  | P                  | Comp        | G           | V           | N           | P           | G      | V      | N      | P      | %          |
| ------------------ | ------------------ | ------------------ | ---------- | ---------- | ---------- | ---------- | --------------- | --------------- | --------------- | --------------- | --------------- | ------------------ | ------------------ | ------------------ | ------------------ | ------------------ | ----------- | ----------- | ----------- | ----------- | ----------- | ------ | ------ | ------ | ------ | ---------- |
| 2010-2011          | Stade Reims        | L2                 | 38         | 12         | 13         | 13         | CF+CdL          | 4+2             | 3+0             | 0+1             | 1+1             | -                  | -                  | -                  | -                  | -                  | -           | -           | -           | -           | -           | 44     | 15     | 14     | 15     | 34,09      |
| 2011-2012          | Stade Reims        | L2                 | 38         | 18         | 11         | 9          | CF+CdL          | 0+1             | 0+0             | 0+0             | 0+1             | -                  | -                  | -                  | -                  | -                  | -           | -           | -           | -           | -           | 39     | 18     | 11     | 10     | 46,15      |
| 2012-2013          | Stade Reims        | L1                 | 38         | 10         | 13         | 15         | CF+CdL          | 1+1             | 0+0             | 0+0             | 1+1             | -                  | -                  | -                  | -                  | -                  | -           | -           | -           | -           | -           | 40     | 10     | 13     | 17     | 25,00      |
| 2013-2014          | Stade Reims        | L1                 | 38         | 12         | 12         | 14         | CF+CdL          | 1+2             | 0+1             | 0+0             | 1+1             | -                  | -                  | -                  | -                  | -                  | -           | -           | -           | -           | -           | 41     | 13     | 12     | 16     | 31,71      |
| Totale Stade Reims | Totale Stade Reims | Totale Stade Reims | 152        | 52         | 49         | 51         |                 | 12              | 4               | 1               | 7               |                    | -                  | -                  | -                  | -                  |             | -           | -           | -           | -           | 164    | 56     | 50     | 58     | 34,15      |
| 2014-2015          | O. Lione           | L1                 | 38         | 22         | 9          | 7          | CF+CdL          | 2+1             | 1+0             | 0+1             | 1+0             | UEL                | 4                  | 3                  | 0                  | 1                  | -           | -           | -           | -           | -           | 45     | 26     | 10     | 9      | 57,78      |
| lug.-dic. 2015     | O. Lione           | L1                 | 19         | 7          | 5          | 7          | CF+CdL          | 0+1             | 0+1             | 0+0             | 0+0             | UCL                | 6                  | 1                  | 1                  | 4                  | SF          | 1           | 0           | 0           | 1           | 27     | 9      | 6      | 12     | 33,33      |
| Totale O. Lione    | Totale O. Lione    | Totale O. Lione    | 57         | 29         | 14         | 14         |                 | 4               | 2               | 1               | 1               |                    | 10                 | 4                  | 1                  | 5                  |             | 1           | 0           | 0           | 1           | 72     | 35     | 16     | 21     | 48,61      |
| Totale carriera    | Totale carriera    | Totale carriera    | 209        | 81         | 63         | 65         |                 | 16              | 6               | 2               | 8               |                    | 10                 | 4                  | 1                  | 5                  |             | 1           | 0           | 0           | 1           | 236    | 91     | 66     | 79     | 38,56      |